# 羅漢寺 (江東区)
羅漢寺（らかんじ）は、東京都江東区にある曹洞宗の寺院。

## 歴史
1895年（明治28年）に開山された。元々は東京府西多摩郡氷川村（現・東京都西多摩郡奥多摩町氷川）に位置し、「祥安寺」という名称であった。
現在地には、江戸時代より黄檗宗羅漢寺（現・浄土宗系単立五百羅漢寺）があった。しかし1855年（安政2年）の安政大地震がきっかけで寺運衰微し、現在は目黒区下目黒に移転した。
旧羅漢寺移転後の1903年（明治36年）、氷川村より祥安寺を旧羅漢寺跡地に移設した。1936年（昭和11年）に、旧羅漢寺にちなみ「羅漢寺」と改称した。

## 交通アクセス
- 西大島駅より徒歩1分。